# ヒンダルコ・インダストリーズ
ヒンダルコ・インダストリーズ（英語：Hindalco Industries）は、インドマハーラーシュトラ州ムンバイに本社を置くアルミニウム製造会社。アディティア・ビルラ・グループの中核会社であり、インド国内で約40%のシェアを持つ。

## 概要
ヒンダルコ・インダストリーズはインドにおけるアルミニウム精錬事業で最大規模であり、主要製品としてはイグノート、鋼片、圧延品、押出型材、アルミ箔、車輪、スラッジ、バナジウムなどアルミニウム関連を取り扱っている。これ以外に子会社を通じて電力、銅、アルミニウム、ボーキサイト採掘も手がけている。
2007年、世界最大手だった米ノベリスを60億ドルで買収し、業容を一気に拡大した。
2020年には米同業アレリスを28億ドルで買収し、全体の生産能力が年470万トンとなり、2位以下を大きく引き離すこととなった。